# Cirrhinus
Cirrhinus es un género de peces de la familia Cyprinidae y de la orden de los Cypriniformes.

## Especies
- Cirrhinus caudimaculatus (Fowler, 1934)
- Cirrhinus cirrhosus (Bloch, 1795) (mrigal)
- Cirrhinus fulungee (Sykes, 1839) (Deccan white carp)
- Cirrhinus inornatus T. R. Roberts, 1997
- Cirrhinus jullieni Sauvage, 1878
- Cirrhinus macrops Steindachner, 1870
- Cirrhinus microlepis Sauvage, 1878 (small-scale mud carp)
- Cirrhinus molitorella (Valenciennes, 1844) (mud carp)
- Cirrhinus reba (F. Hamilton, 1822) (reba carp)
- Cirrhinus rubirostris T. R. Roberts, 1997

- Datos: Q1859144
- Multimedia: Cirrhinus / Q1859144
- Especies: Cirrhinus